# Tezcatlan Miyahuatzin
Tezcatlan Miyahuatzin (fl. siglo XIV) fue la segunda reina de Tenochtitlan.

## Biografía
Tezcatlan Miyahuatzin fue hija de Acacitli. Se casó con Acamapichtli, el primer gobernante de Tenochtitlan. Fue madre del sucesor de su marido, Huitzilihuitl, y abuela de los reyes Chimalpopoca y Moctezuma I y de los príncipes Tlacaelel y Huehue Zaca. Su hijo tuvo una amplia descendencia, por lo que ella tuvo muchos nietos. Vivió con Ilancueitl, la primera esposa de Acamapichtli.